# 三胞胎素数
在数论中，三胞胎素数（也称为三生素数）是一类由三个连续素数组成的数组。三胞胎素数的定义类似于孪生素数，它的名字也正是由此而来。

## 定义
正如孪生素数是指差等于2的两个素数，三胞胎素数是指三个连续素数，使得其中最大的一个减去最小一个的差不超过6。事实上，除了最小的两组三胞胎素数：(2, 3, 5) 和 (3, 5, 7)，其它的三胞胎素数都是相差达到6的三元数组。除了以上两个特例以外，三胞胎素数分为两类：
1. A类三胞胎素数，构成为{\displaystyle (p,p+2,p+6)}，相差2的两个孪生素数在前面，例如：(5，7，11)；(11，13，17)； (17，19，23)；等等。
2. B类三胞胎素数，构成为{\displaystyle (p,p+4,p+6)}，相差2的两个孪生素数在后面，例如：(7，11，13)；(13，17，19)；(37，41，43)；等等。

当素数p 大于3时，可以证明形同{\displaystyle (p,p+2,p+4)}的数组不可能是三胞胎素数。事实上，这三个数对3的模两两不同，所以必然有一个能被3整除。然而这三个数都比3要大，因此一定有一个是3的倍数，从而这个数不是素数。